# 月影の騎士
『月影の騎士』（つきかげのきし、Selling England by the Pound）は、イギリスのプログレッシブ・ロック・バンド、ジェネシスによる5枚目のスタジオ・アルバム。1973年10月13日発売。

## 概要
バンドとしてはそれまでの最高位である全英3位、全米70位に付けた。アメリカではゴールドディスクを獲得。アルバム2曲目の「アイ・ノウ・ホワット・アイ・ライク」はシングルとしてカットされ全英21位を記録。ジェネシス初のヒット・シングルとなった。カバーアートは画家ベティ・スワンウィックが描いた『The Dream』という絵であり、「アイ・ノウ・ホワット・アイ・ライク」の世界観を表現したものとなっている。
「Selling England by the Pound（イングランドを量り売り）」というアルバム・タイトルは当時の労働党のスローガンから取られた。
フィル・コリンズが「モア・フール・ミー」でリードボーカルを担当している。
2015年に発表された『ローリング・ストーンが選ぶ史上最高のプログレ・ロック・アルバム50』に於いては、第6位に選ばれている。

## 収録曲
全曲ともピーター・ガブリエル、スティーヴ・ハケット、トニー・バンクス、マイク・ラザフォード、フィル・コリンズの共作

### A面
1. 「ダンシング・ウィズ・ザ・ムーンリット・ナイト（旧邦題 月影の騎士）」 - "Dancing with the Moonlit Knight" - 8:02
2. 「アイ・ノウ・ホワット・アイ・ライク」 - "I Know What I Like (In Your Wardrobe)" - 4:03
3. 「ファース・オブ・フィフス」 - "Firth of Fifth" - 9:36
4. 「モア・フール・ミー」 - "More Fool Me" - 3:10

### B面
1. 「ザ・バトル・オブ・エッピング・フォレスト（旧邦題 エピング森の戦い）」 - "The Battle of Epping Forest" - 11:43
2. 「アフター・ジ・オーディール」 - "After the Ordeal" - 4:07
3. 「ザ・シネマ・ショウ」 - "The Cinema Show" - 11:10
4. 「アイル・オブ・プレンティ」 - "Aisle of Plenty" - 1:30

## 参加ミュージシャン
- ピーター・ガブリエル - ボーカル、フルート、オーボエ、パーカッション
- スティーヴ・ハケット - ギター
- トニー・バンクス - ピアノ、オルガン、メロトロン、シンセサイザー、12弦ギター、バッキング・ボーカル
- マイク・ラザフォード - ベース、ベース・ペダル、12弦ギター、エレクトリックシタール
- フィル・コリンズ - ドラムス、パーカッション、ボーカル （モア・フール・ミー）